# Mehdi Terki
Mehdi Terki, né le 27 septembre 1991 à Maubeuge en France, est un footballeur franco-algérien qui joue au poste de milieu de terrain au FC Atert Bissen.

## Statistiques
| Saison                | Club                  | Championnat           | Championnat | Championnat | Coupe(s) nationale(s) | Coupe(s) nationale(s) | Total | Total |
| Saison                | Club                  | Division              | M.          | B.          | M.                    | B.                    | M.    | B.    |
| 2009-2010             | RAEC Mons             | Division 2            | 1           | 0           | 0                     | 0                     | 1     | 0     |
| 2010-2011             | RAEC Mons             | Division 2            | 23          | 1           | 0                     | 0                     | 23    | 1     |
| Sous-total            | Sous-total            | Sous-total            | 24          | 1           | 0                     | 0                     | 24    | 1     |
| 2011-2012             | KAA La Gantoise       | Division 1            | 0           | 0           | 0                     | 0                     | 0     | 0     |
| Sous-total            | Sous-total            | Sous-total            | 0           | 0           | 0                     | 0                     | 0     | 0     |
| 2012-2013             | FCV Dender EH         | Division 3            | 31          | 2           | 0                     | 0                     | 31    | 2     |
| Sous-total            | Sous-total            | Sous-total            | 31          | 2           | 0                     | 0                     | 31    | 2     |
| 2013-2014             | CS Constantine        | Ligue 1               | 0           | 0           | 0                     | 0                     | 0     | 0     |
| Sous-total            | Sous-total            | Sous-total            | 0           | 0           | 0                     | 0                     | 0     | 0     |
| 2013-2014             | FCV Dender EH         | Division 3            | 12          | 3           | 0                     | 0                     | 12    | 3     |
| 2014-2015             | FCV Dender EH         | Division 3            | 32          | 5           | 1                     | 0                     | 33    | 5     |
| 2015-2016             | FCV Dender EH         | Division 3            | 20          | 6           | 4                     | 2                     | 24    | 8     |
| Sous-total            | Sous-total            | Sous-total            | 64          | 14          | 5                     | 2                     | 69    | 16    |
| 2015-2016             | KSC Lokeren           | Division 1            | 10          | 0           | 0                     | 0                     | 10    | 0     |
| 2016-2017             | KSC Lokeren           | Division 1A           | 36          | 3           | 2                     | 0                     | 38    | 3     |
| Sous-total            | Sous-total            | Sous-total            | 46          | 3           | 2                     | 0                     | 48    | 3     |
| Total sur la carrière | Total sur la carrière | Total sur la carrière | 165         | 20          | 8                     | 2                     | 173   | 22    |